# Parapiezops
Parapiezops is een geslacht van rechtvleugeligen uit de familie veldsprinkhanen (Acrididae). De wetenschappelijke naam van dit geslacht is voor het eerst geldig gepubliceerd in 1923 door Hebard.

## Soorten
Het geslacht Parapiezops  is monotypisch en omvat slechts de volgende soort:
- Parapiezops homalonotus (Hebard, 1923)